# Оригинална нет анимација
Оригинална нет анимација (ОНА), позната у Јапану као Веб аниме (јап. ウェブアニメ), је аниме која је директно издата путем интернета. ОНА може бити приказана на телевизији ако је прво директно била приказана на интернету. Име је огледало оригиналне видео анимације, термина који се употребљава у аниме индустрији за анимацију од почетка 1980их. Интернет је релативно ново место за дистрибуцију анимација које је постало одрживо све већим бројем веб страница за пренос медија у Јапану.
Све већи број трејлера и прелиминарних епизода нових анимеа објављени су као ОНА. На пример, аниме филм Мегуми може се сматрати ОНА-ом.
ОНА-и су обично краћи од традиционалних аниме наслова, који понекад трају само неколико минута. Постоји много примера оригиналне нет анимације (ОНА), попут Hetalia: Axis Powers, која траје само неколико минута по епизоди.